# Sasvár

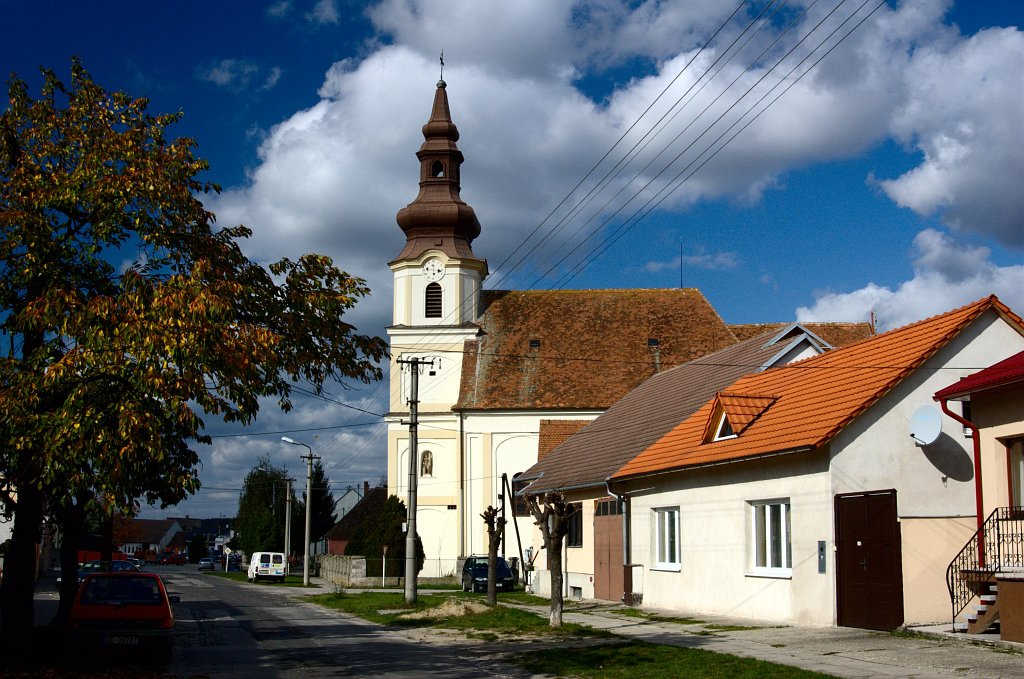
Sasvár plébániatemploma

Sasvár (szlovákul Šaštín, németül Schoßberg) Sasvár-Morvaőr déli településrésze Szlovákiában, a Nagyszombati kerületben, a Szenicei járásban.

## Fekvése
Szenicétől 18 km-re délnyugatra, a Miava bal partján található.

## Nevének eredete
Sasvár neve a magyar sas / sás és vár főnevek összetétele. A név egykori várára utal.

## Története

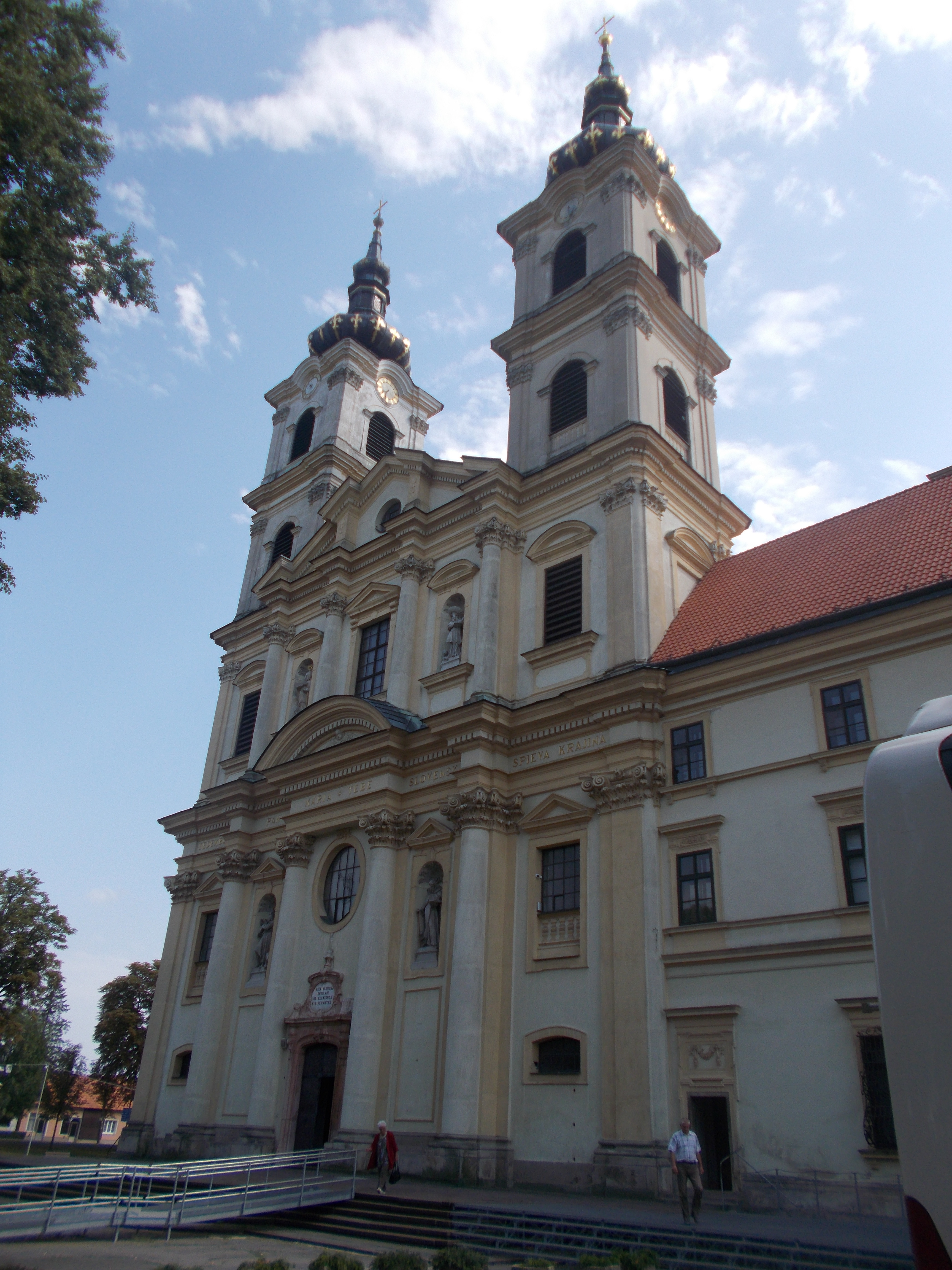
A sasvári volt pálos kegytemplom

Az egykori, 1323-ban említett Sasvár megye székhelye, székely határőrvidék központja. Vára a Morva melletti határvédelem része volt, helyette később reneszánsz várkastély épült. 1287-ben Albert osztrák herceg foglalta el, de III. András magyar király 1291-ben visszavette. A 13. század végén és a 14. század elején a Pázmány családé, majd a Szentgyörgyi és Bazini grófoké volt. 1392-től Beckó várának ura, Stíbor birtokolta, majd halála után az egész uradalommal együtt a Czobor családé lett. A 16. század második felétől a Czoborok mellett a Révay és Bakics családok voltak birtokosok a községben. Sasvárt a hadak továbbra sem kerülték el. 1605-ben csata dúlt a határában. 1685-ben pestis pusztított, melyben sokan meghaltak. 1705-ben nagy csata zajlott itt Rákóczi serege és a császári csapatok között, melyben 700-an estek el. 1831-ben kolera pusztított, mely ismét sok áldozatot szedett.
Volt pálos temploma híres búcsújáróhely. Kegyszobrát 1564-ben Czobor Imre neje készíttette hálából, amiért házsártos férje a Szűzanya segítségével megszelídült. A szobrot a csodás esemény helyén állíttatta fel, majd kápolnát is építtetett föléje. A későbbiekben a szobornál több csoda is történt, melyeket kivizsgáltatva a hercegprímás 1732-ben a szentélyt kegyhellyé nyilvánította. 1733-ban pálosok telepedtek ide, s egy nagyméretű templomot és kolostort építettek. Az építkezést a hely kegyuraiként az uralkodópár jelentős összegekkel és adományokkal támogatta. (Lotaringiai Ferenc 1736-ban megvásárolta Czobor Józseftől a holicsi és a sasvári uradalmat, ahol rendszeresen szervezett nagyszabású vadászatokat.) A szobrot 1762-ben vitték át a régi kápolnából az újonnan felépült templomba, ahol azt a Mária Terézia által adományozott főoltáron helyezték el. Az ünnepségen Mária Terézia és férje, Lotaringiai Ferenc is jelen voltak.
1736-ban Lotaringiai Ferenc és Mária Terézia lett az uradalom birtokosa és ez nagy fellendülést hozott a településnek. 1736 és 1848 között Sasváron textil manufaktúra, majd 1743 és 1890 között cukorgyár is működött. A vasútvonal 1897-ben épült meg és Nagyszombattal kötötte össze a települést. A várost 1902. szeptember 12-én I. Ferenc József is meglátogatta és megtekintte a búcsúját ünneplő híres kegytemplomot is.
Vályi András szerint "SASSIN. Elegyes lakosú Mezőváros Nyitra Vármegy. földes Ura a’ F. Király, lakosai katolikusok, ’s másfélék is, fekszik az Ország’ szélénél, Ekbelhez nem igen meszsze. K. Fabrikája, ’s épűletei is nevezetesítik; vidékje jeles, héti, és országos vásárjai meglehetősek, határja jó, vagyonnyai külömbfélék; malma, piatza helyben van."
Fényes Elek szerint " Sasvár, (Sassin, Schossberg), vegyes tót-német m. v. Nyitra vgyében, a Miava vize mellett, Poson vgye szélén, Posontól 8 mfdnyire. Lakja 2386 kath., 1 evang., 439 zsidó vagyonos lakos. Nevezetessé teszik ezen helyet: a csudatévő szűz Mária képe, melly egy gazdagon felkészített templomban van felállitva, s mellyhez 1564-től fogva igen nagy búcsújárások történnek, ugy hogy 1817-ben 80,000, 1818-ban 100,000 ember kereste ezt meg. – A templom mellett lévő Paulinusok monostora most a plebánus és segédei lakhelye. – A hajdan virágzó kárton-gyár megszűnt. Régi, sánczokkal körülvett vára a gyár épületéül szolgált. F. u. a hozzátartozó uradalommal együtt régenten gr. Czobor vala; most pedig ő cs. kir. felsége."
A trianoni békeszerződésig Nyitra vármegye Szenicei járásához tartozott. 1960-óta Sasvár Morvaőrrel együtt képezi Šaštín-Stráže községet.

## Népessége
1910-ben 2433, túlnyomórészt szlovák lakosa volt.
2001-ben Sasvár-Morvaőr 5005 lakosából 4777 szlovák, 103 cigány, 75 cseh volt.

## Nevezetességei
- A kéttornyos, hosszházas templom Vépi Máté pálos szerzetes építész tervei szerint épült fel 1733-ban. A mennyezeti freskókat a lotaringiai származású bécsi udvari festő, Jean Joseph Chamant festette (1754-57), a mellékoltárképek Johann Lucas Kracker és Joseph Ignaz Mildorfer művei.
- A klasszicista kálvária 1798-ban épült.
- A zsinagógát a 19. század második felében építették.
- A Szentháromság-oszlop a 18. században készült.
- Az egykori reneszánsz-barokk kastély a 17. század első felében épült, a 18. században textilüzemmé, majd az 1870-es években cukorgyárrá építették át.

## Neves személyek
- Itt születhetett Eisenstatt Majer rabbi.
- Itt született 1813-ban Stech Alajos magyar festő, házfőnök, pedagógus, gimnáziumi igazgató.
- Itt született 1819-ben Langer János zeneszerző, énekes, karnagy, tanár.
- Itt született Szemes Mari (1932-1988) magyar színésznő.

## Külső hivatkozások
- Hivatalos oldal
- Obce info.sk
- Sasvár Szlovákia térképén
- A régió honlapján
- Az egyesített Sasvár-Morvaőr története
- E-obce.sk Archiválva 2008. szeptember 16-i dátummal a Wayback Machine-ben